# 顏語
颜语（1965年—），中国商人，解放軍預備役少校军衔、籍貫云南，重庆建筑学院毕业、北京清华大学MBA，瑞士维多利亚大学工商管理博士，沃顿商学院金融学博士（在读）。云南省商会副会长。工程師。现任滇商资本、昆明星耀集团实业有限公司董事局主席。云南省工商联第九届执委、云南省光彩事业促进会副会长，昆明市政协常委、云南省政协委员，昆明市工商联副会长等职 榮獲香港理工大學 2009 紫荊花杯傑出企業家獎、优秀中国特色社会主义事业建设者、杰出华人勋章。

## 生平
- 顏氏以2万元起家办起了一个小家具厂，一年赚了5万元，掘到人生第一桶金。之後以建築工程為基礎將星耀發展成集地產综合體、酒店、教育、医疗、装饰、体育、旅游、资本投资、物业管理等多行业的集團，旗下子公司也進行海外業務發展[5]。於2010年與其弟顏勇被胡润百富榜評為云南首富[6]

### 慈善
社会公益设施投入近10亿元人民幣，面對新冠疫情，星耀集团捐赠价值400万元人民幣用于支援抗击疫情

## 學歷
重慶建築學院畢業、北京清華大學MBA、瑞士維多利亞大學工商管理博士、沃頓商學院金融學博士（在讀）。